# آر. هنري غري
آر. هنري غري (بالإنجليزية: R. Henry Grey)‏ هو ممثل أمريكي، ولد في 17 يوليو 1891 في الولايات المتحدة، وتوفي في 26 أبريل 1934 بلوس أنجلوس في الولايات المتحدة.

## وصلات خارجية
- آر. هنري غري على موقع IMDb (الإنجليزية)
- آر. هنري غري على موقع أول موفي (الإنجليزية)
- آر. هنري غري على موقع قاعدة بيانات الأفلام السويدية (السويدية)
- آر. هنري غري على موقع قاعدة بيانات الفيلم (الإنجليزية)
- آر. هنري غري على موقع كينوبويسك (الروسية)